# Winged Life
| Recensione | Giudizio |
| ---------- | -------- |
| AllMusic   |          |

Winged Life è il terzo album in studio del gruppo musicale statunitense Shearwater, pubblicato nel 2004 dalla Misra Records.

## Tracce
1. A Hush – 4:17
2. My Good Deed – 5:52
3. Whipping Boy – 4:42
4. The Kind – 2:50
5. A Makeover – 5:00
6. St. Mary's Walk – 3:15
7. Wedding Bells Are Breaking up That Old Gang of Mine – 6:26
8. (I've Got a) Right to Cry – 3:38
9. The World in 1984 – 3:01
10. The Convert – 2:45
11. Sealed – 3:48
12. The Set Table – 6:40